# Германубіс

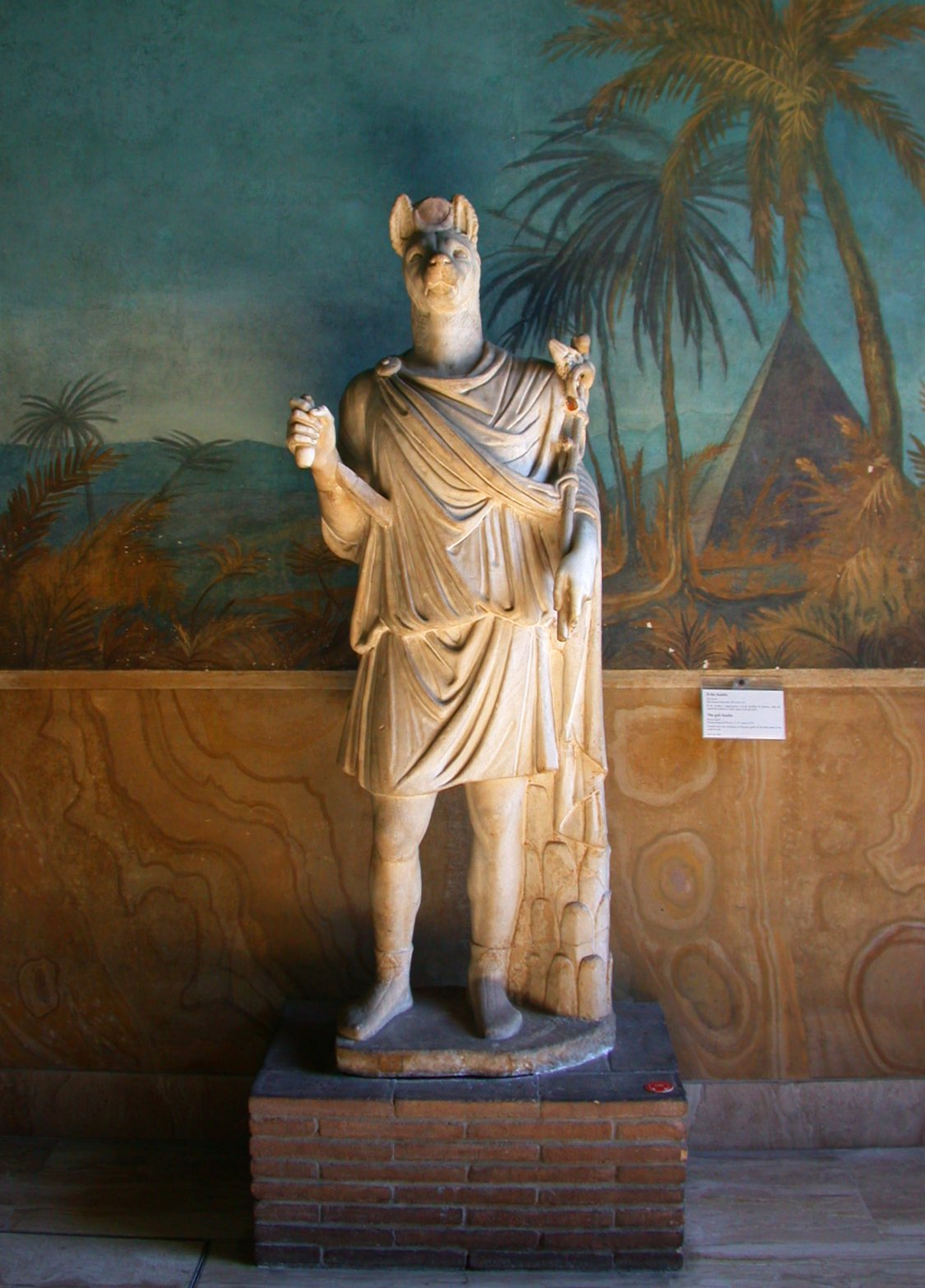
Статуя Германубіса. Ватиканський музей.

Германубіс — (грецьк. — Ἑρμανοῦβις) — в міфології був богом, який поєднував у собі зовнішність Гермеса (давньогрецька міфологія) і Анубіса (давньоєгипетська міфологія). Був сином Осіріса і Нефтіди.
У Гермеса й Анубіса були схожі обов'язки (вони були провідниками душ), що ймовірно призвело до злиття цих двох божеств в одне — Германубіса. Розквіт популярності Германубіса припав на період римського панування в Єгипті. Германубіса зображували як людину з тілом і головою шакала, зі священним жезлом (кадуцеєм) у руках, що належав грецькому богу Гермесу. За уявленнями єгипетських жерців він займався дослідженням істини.